# Liga Mayor de Fútbol Nacional
La Liga Mayor de Fútbol Nacional, més coneguda com a Liga Mayor, fou una competició de Puerto Rico de futbol.
Era de caràcter amateur i es disputà als anys 1990 i 2000. El 2005 desaparegué i la Federación Puertorriqueña de Fútbol unificà les diverses competicions existents en el Campeonato Nacional de Fútbol.

## Historial
Font:
| Temporada | Campió                   | Resultat | Finalista                |
| --------- | ------------------------ | -------- | ------------------------ |
| 1997      | Leones (Maunabo)         | 2-0      | Islanders (San Juan)     |
| 1998      | Islanders (San Juan)     | 3-0      | Brujos (Guayama)         |
| 1999      | Islanders (San Juan)     | 4-0      | Cardenales (Río Piedras) |
| 2000      | Vaqueros (Bayamón)       | 1-0      | Gigantes (Carolina)      |
| 2001      | Islanders (San Juan)     | 4-3      | Brujos (Guayama)         |
| 2002      | Vaqueros (Bayamón)       | 3-0      | Islanders (San Juan)     |
| 2003      | Sporting (Carolina)      | 2-1      | Vaqueros (Bayamón)       |
| 2004      | Sporting (San Lorenzo)   | 1-0      | Huracanes (Caguas)       |
| 2005      | Real Quintana (San Juan) | 2-1      | Fraigcomar (Río Piedras) |